# Ahl-e Haqq

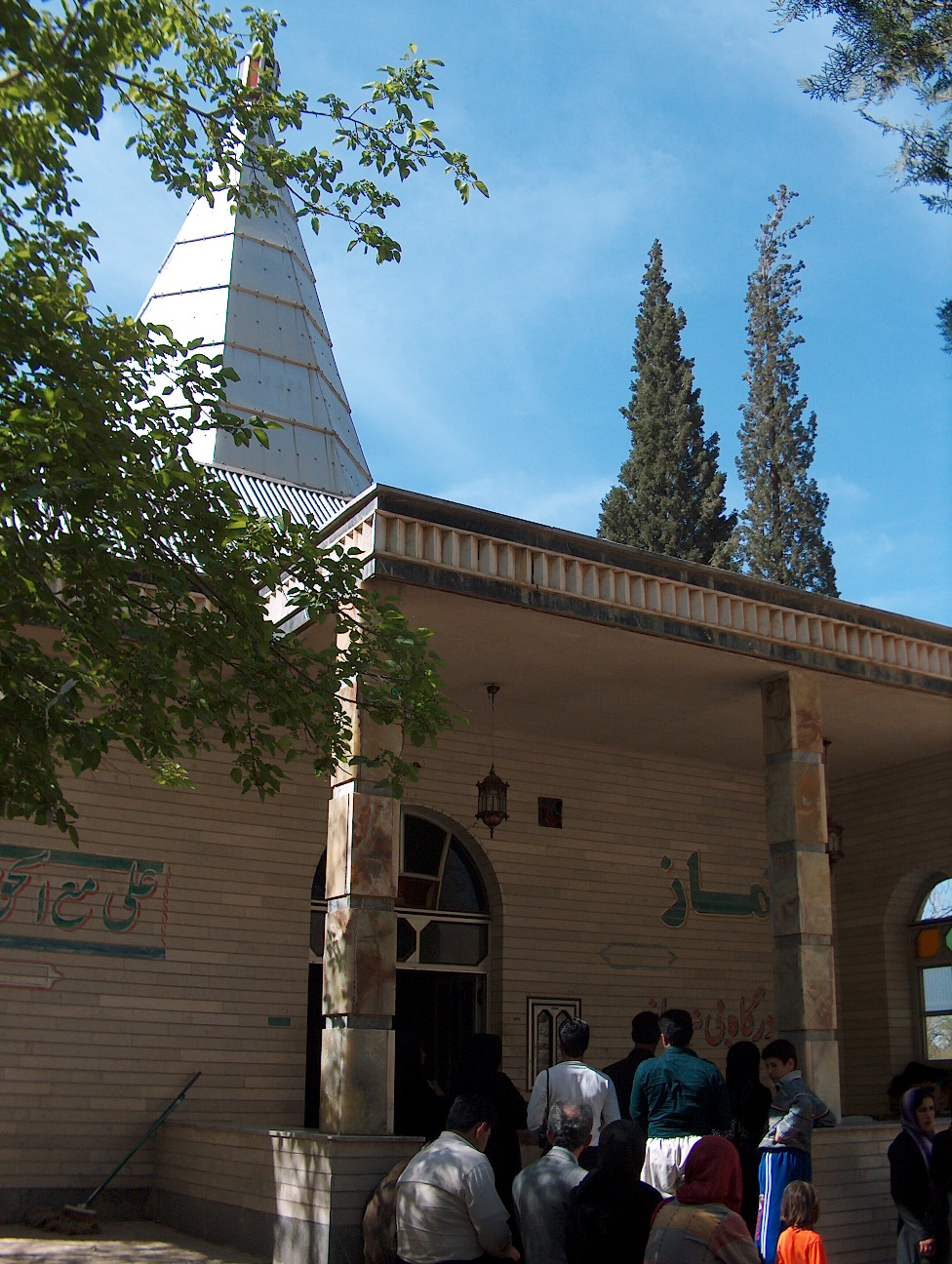
La tomba sacra di Dawoud è uno dei santuari sacri della religione Yārsān

L'Ahl-e Ḥaqq, in persiano اهل حق‎, o Yarsanesimo, espressione persiana derivata dall'arabo, significa "Gente della Verità". Altre autodefinizioni sono "Uomini di Dio" o in curdo یارسان‎, Yārsān o Yāresān, e si riferiscono a un movimento religioso-mistico derivato dall'Islam, attualmente presente essenzialmente nell'Iran occidentale e strutturalmente prossimo alla religione dei Yazidi.
Secondo alcuni studiosi, Ahl-e Ḥaqq, Yazidi e Alevi partecipano a una sorta di Culto degli Angeli, una forma di religiosità d'origine islamica sviluppatasi in ambiente curdo. Gli aderenti dell'Ahl-e Ḥaqq sono comunemente etichettati come musulmani perché adottano numerose sue superficiali forme di religiosità, inclusa la venerazione per ʿAlī ibn Abī Tālib, il quarto califfo e primo Imām sciita, e perché praticano la taqiyya (dissimulazione) sciita. I critici della loro fede si riferiscono ai devoti definendoli Ali-Ilahi o Aliullahi ma, secondo vari studiosi, il nome Aliullahi (Ali Ilahi) è stato dato dai loro vicini che non si rendono ben conto che la figura di ‘Alī non è centrale o comunque dominante nel culto dell'Ahl-e Ḥaqq.
I loro fedeli attualmente vivono nelle province occidentali dell'Iran, molti nella regione di Kermanshah, adiacente ai confini con l'Iraq. Vi sono anche altri gruppi dislocati intorno a Kirkuk in Iraq. Molti fedeli sono di etnia curda, sebbene vi siano anche gruppi di Curdi Laki, del Lorestān, Azeri e Persiani . Vi sono pure devoti arabofoni nelle città irachene di Mandali, Baʿqūba e Khanaqin  Archiviato il 23 febbraio 2011 in Wikiwix..
Si suppone che l'Ordine sia stato fondato da Sultan Sohāk, una figura ampiamente mitica dei primi del XVI secolo d.C. nell'Iran occidentale, ma dal momento che si tratta di un Ordine mistico, non si conoscono molti fatti verificabili sulla sua persona. L'Ordine dell'Ahl-e-Ḥaqq è un ambiente rigidamente chiuso. Parte della sua letteratura è scritta in lingua farsi  Archiviato il 23 febbraio 2011 in Wikiwix..

## Credo religioso
L'Ahl-e Ḥaqq crede che Dio manifesti un avatar principale e 5 avatar secondari che formano con Dio stesso un'eptade (i Sette Santi) e che manifesti nuovamente questi avatar in ognuna di sette epoche. Mentre gli avatar della Prima Epoca - equivalente alla fase della sharīʿa, equivalente qui a Legge religiosa essoterica - possono combaciare strettamente coi nomi degli arcangeli delle religioni semitiche, gli avatar della Seconda Epoca - che equivale all'epoca della tarīqa e che comincia con ʿAlī come primo avatar - sono tutti figure dell'Islam, eccezion fatta per Nusayr. Si può accostare forse la figura di Nusayr al "Nazareno", cioè a Gesù Cristo, o a Nārsch, l'avatar minore che più tardi sarà noto come Theophobus.
La Terza Epoca equivale a quella della maʿrifa (conoscenza esoterica), mentre nella Quarta Epoca - in cui si realizzerà la ḥaqīqa (Verità) - il primo avatar a manifestarsi è stato Sultan Sohāk. Si dice che egli sia stato generato da Mama Jelale, una vergine Curda e, come nel caso di Maryam, madre di ʿĪsā (Gesù), egli sarebbe stato concepito virginalmente. Una volta, mentre dormiva sotto un melograno, un chicco del frutto cadde nella sua bocca, poiché un uccello aveva becchettato il frutto direttamente sopra di lei (, p. 23).
Esistono somiglianze fra Ahl-e-Ḥaqq e Alevi turco-curdi, sebbene quanto tali strette somiglianze si rifacciano a un'origine comune rimanga oggetto di disputa. Altri scorgono una somiglianza con la religione dei Yezidi, malgrado gran parte di questo dibattito sia costretto a rimanere pura speculazione, dal momento che tutti questi gruppi hanno reso noti pochissimi loro scritti religiosi e favoriscano pratiche religiose segrete da acquisire mediante iniziazione.
Come gli Yazidi, i seguaci dell'Ahl-e Ḥaqq credono nella reincarnazione. Essi hanno un famoso detto riguardante la morte: Uomini! Non temete la punizione della morte! La morte dell'uomo è come il tuffo che fanno le papere. Gli esseri umani percorrono un ciclo di 1.001 incarnazioni. Durante questo processo, essi si purificano delle loro azioni terrene. La scena dell'Ultimo Giudizio si svolgerà nella pianura di Shahrazur (Kirkuk) .

### Libri sacri
Le leggende e tradizioni sacre sono conservate in un corpus indicato come Kalām (la "teologia, apologetica"). Il Serencam o Kalam-i Saranjam è il testo più importante, in quanto gli yarsani credono che venne scritto direttamente dall'angelo Pir Musi. Il libro è diviso in epoche: l'Epoca di Khawandagar, l'Epoca di Alī, l'Epoca di Khoshīn, e l'Epoca di Sohāk.
L'epoca di Khoshīn ha luogo nella regione del Luristan e l'epoca di Sohāk è posta nella terra dei Gorān (Hawrāmān) nei pressi del fiume Sirwan. I detti attribuiti a Sulṭān Sehāk (XV secolo) sono stati scritti in lingua curda Gorāni, la lingua liturgica dell'Ahl-e Ḥaqq.

## Personaggi famosi
Il famoso musicista e mistico iraniano, Ostād Elāhi, è stato annoverato fra gli esponenti di rilievo dell'Ahl-e-Ḥaqq e ha pubblicato un libro sulla fede e le pratiche dell'Ordine che ancor oggi rimane una delle poche fonti affidabili di conoscenza dell'argomento. Lo sceicco Mahmud Barzanji, l'auto-proclamato sovrano del Regno del Kurdistan dopo la prima guerra mondiale, proclamava di essere discendente del fratello di Sultan Sohāk, vissuto dodici generazioni prima di lui .